# Clarity (album)
Albums de Jimmy Eat World
Jimmy Eat World (EP) Bleed American
Clarity est le troisième album du groupe de rock américain Jimmy Eat World sorti le 23 février 1999.

## Liste des titres
1. Table For Glasses (4:20)
2. Lucky Denver Mint (3:49)
3. Your New Aesthetic (2:40)
4. Believe In What You Want (3:08)
5. A Sunday (4:31)
6. Crush (3:11)
7. 12.23.95 (3:42)
8. Ten (3:48)
9. Just Watch The Fireworks (7:02)
10. For Me This Is Heaven (4:04)
11. Blister (3:29)
12. Clarity (4:02)
13. Goodbye Sky Harbor (16:11)